# قيمة احتمالية

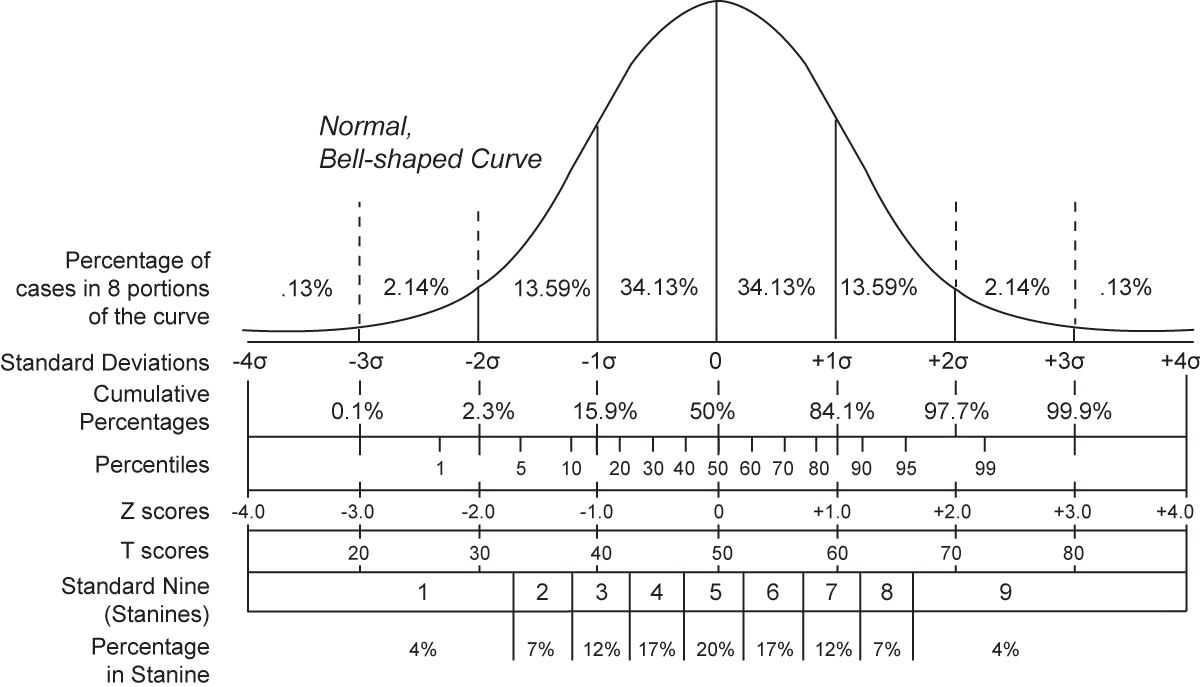

القيمة الاحتمالية أو قيمة P (الحرف الاتيني P يرمز إلى الكلمة اللاتينية probare، هو مصطلح إحصائي، وتعني بالعربيّة الاحتماليّة). تُستخدَم هذه القيمة لاختبار الفرضيّة إحصائيًّا. هي احتماليّة الحصول على نتائج على الأقل قريبة من أطراف النتائج الحقيقيّة التي لُوحِظت خلال التجربة، مفترضًا بأنّ الفرضيّة الصفريّة صحيحة. بلغة أبسط، تساعد القيمة الاحتماليّة في التمييز بين النتائج التي نتجت عن صدفة لعينة ما من المجموعة الكلية، والنتائج ذات الأهمية الإحصائيّة. استخدام القيمة الإحصائيّة في الاختبار الإحصائيّ للفرضيّات هو أمر شائع في العديد من حقول البحث، مثل الفيزياء والاقتصاد والتمويل والعلوم السياسيّة وعلم النفس  وعلم الأحياء والعدالة الجنائية وعلم الجرائم وعلم الاجتماع. التفسير الخاطئ للقيمة الاحتماليّة هو موضوع مثير للجدل في الأبحاث المعتمدة على الدليل.